# Cal Manxot
Cal Manxot és un mas a mig camí de Sant Martí dels Castells i Santa Eugènia de Nerellà (Bellver de Cerdanya, Baixa Cerdanya) catalogat a l'Inventari del Patrimoni Arquitectònic de Catalunya. El mas de Cal Manxot es un conjunt d'edificacions constituït per l'habitatge i la resta de dependències dedicades als serveis agrícoles i ramaders. L'edifici principal és una àmplia torre quadrangular, en el centre del conjunt de planta baixa i tres pisos, adossades al qual es troben les altres dependències. Conté la capella de la Mare de Déu del Roser i es troba en ruïnes, de la que només resten dues parets i el petit campanar d'espadanya.